# Oi! The Arrase
Oi! The Arrase és un grup skinhead de música oi! originari de Mallorca i d'ideologia anarcopunk. Format l'any 1997, les seves lletres expressen crítica social i suport a la classe obrera i, en general, a aquelles persones marginades pel sistema. Després d'uns anys de recés, i d'haver format bandes paral·leles com Frontkick i Bisonte 1312, el grup va tornar als escenaris el 2019 a l'Hatortxu Rock i segueix tocant de manera puntual amb el cantant Víctor Bisonte com a únic membre permanent.

## Discografia
- Punks i skins (maqueta autoeditada, 1997)
- Anarkoi! (Bronco Bullfrog Records, 1998)

- Discografia 1996-2002 (recopilatori, Arrase Records, 2009)